# ماجراهای شرلوک هلمز

ماجراهای شرلوک هلمز (به انگلیسی: The Adventures of Sherlock Holmes) مجموعه‌ای از ۱۲ داستان نوشته‌ شده توسط سر آرتور کانن دویل در مورد شرلوک هلمز کاراگاه مشهور خلق شده توسط وی است. این داستان‌ ها اولین داستان‌ های کوتاه شرلوک هلمز بودند که ابتدا از ژوئیه ۱۸۹۱ تا ژوئن ۱۸۹۲ در مجله استراند چاپ شدند. این کتاب در ۱۴ اکتبر ۱۸۹۲ در انگلستان چاپ شد.

## داستان‌ها
- رسوایی در بوهم
- انجمن موسرخ‌ها
- مسئله هویت
- راز دره بوسکمب
- پنج هسته پرتغال
- مردی لب کج
- ماجراهای یاقوت آبی
- ماجراهای طناب خال خال
- ماجراهای انگشت قطع شده مهندس
- ماجراهای نجیب زاده مجرد
- ماجراهای نیم تاج یاقوت
- ماجراهای آلش‌های سرخ

## ترجمه‌های فارسی
آقای کریم امامی بسیاری از این ماجرا ها به همراه داستان های کوتاه دیگری از شرلوک هولمز را در چهار جلد به فارسی ترجمه کرده‌ است.